# Édouard-Émile Violet
Pour les articles homonymes, voir Violet (homonymie).
Émile Édouard Châne dit Édouard-Émile Violet, né le 8 décembre 1880 à Mâcon (Saône-et-Loire) et mort le 4 janvier 1955 à Perpignan (Pyrénées-Orientales), est un acteur, réalisateur, scénariste et producteur de cinéma français.
Il a principalement travaillé dans les années 1910 et 1920, avant de se retirer du milieu du cinéma après l'arrivée du parlant.

## Biographie
En juillet 1919, Édouard-Émile fonde avec M. J. Ollendorff l'entreprise Les Films Lucifer. Son premier film au sein de cette entreprise fut la comédie amoureuse Papillons.
En 1918, il écrit un article très critique vis-à-vis du cinéma français dans le journal Paris-midi,. Deux ans plus tard, il change son discours face aux efforts de la cinématographie française.
En juin 1922, Édouard-Émile achète les droits cinématographies du livre Le Portrait de Dorian Gray d'Oscar Wilde. Cependant, il ne réalisera jamais ce projet.
L'entreprise Les Films Lucifer est dissolue le 28 décembre 1922.
En mars 1923, Georges Clemenceau visite le tournage du film Le Voile du Bonheur qui est tiré de sa pièce du même nom. Une photographie représentant l'ancien premier ministre du Conseil, le compositeur Charles Pons et Édouard-Émile sera faite à cette occasion. Plus tard dans l'année, il commence à apprendre l'anglais pour son film La Bataille.
En juillet 1924, son père décède. 

### Mort
Édouard-Émile se pend à la porte de son appartement à Perpignan le 4 janvier 1955. Il était alors atteint d'une maladie incurable.

## Filmographie

### Acteur
- 1915 : Le Baiser de la sirène
- 1916 : Dernier amour de Léonce Perret : Marquis de Suberville
- 1917 : Conscience de péones
- 1917 : Renoncement
- 1917 : Le Roman d’une phocéenne
- 1917 : L’Impossible aveu
- 1923 : La Bataille : Gaspard

### Réalisateur
- 1916 : Le Consentement de la marquise
- 1916 : L’Héritier des Dagobert
- 1916 : Les Six petits cœurs des six petites filles
- 1916 : Fantaisie de milliardaire
- 1917 : Aline ou la double vie
- 1917 : Songe d’un mois d’été
- 1917 : La Grande vedette
- 1917 : Le Jupon
- 1917 : Rita
- 1917 : Lucien, Lucette
- 1917 : Lucien, son chien et sa belle-mère
- 1917 : Lucien est emballé
- 1918 : Ce bon Lucien
- 1918 : Lucien cherche un enfant
- 1918 : Lucien n’aime pas flirter
- 1918 : Lucien transfusé
- 1918 : Lucien cambriolé, cambrioleur
- 1918 : Serpentin a tort de suivre les femmes
- 1918 : La Nouvelle Aurore
- 1919 : La Main
- 1920 : Papillons
- 1920 : Tue la mort
- 1920 : Li-Hang le cruel
- 1920 : Les Mains flétries
- 1920 : L'Accusateur
- 1921 : L'Épingle rouge
- 1921 : L'Auberge coréalisé avec Émile-Bernard Donatien
- 1922 : La Ruse
- 1922 : Les Hommes nouveaux coréalisé avec Émile-Bernard Donatien
- 1923 : Le Voile du bonheur
- 1923 : La Bataille avec l'actrice Gina Palerme
- 1924 : Le Roi du cirque (Max, der Zirkuskönig) coréalisé avec Max Linder

### Assistant-réalisateur
- 1933 : Ciboulette de Claude Autant-Lara

### Projets inaboutis
- 1919 : Le Chêne foudroyé
- 1920 : Christmas
- 1922 : Bagatouni
- 1922 : Le Portrait de Dorian Gray

## Récompenses et distinctions
- Officier de l'Instruction publique (arrêté du ministre de l'Instruction publique et des Beaux-Arts du 10 mars 1911)[12]